# 妙香山站
妙香山站（韓語：묘향산역）是朝鮮民主主義人民共和國平安北道香山郡香山邑的一個鐵路車站，属于满浦线。

## 历史
- 1934年11月1日，开通使用。

## 邻近车站
满浦线
北薪峴站 - 妙香山站 - 富成站